# Nesipelma
Nesipelma is een geslacht van spinnen uit de familie vogelspinnen (Theraphosidae).

## Soorten
De volgende soorten zijn bij het geslacht ingedeeld:
- Nesipelma insulare Schmidt & Kovařík, 1996
- Nesipelma medium (Chamberlin, 1917)